# Torero (film)
Pour les articles homonymes, voir Torero (homonymie).
Pour plus de détails, voir Fiche technique et Distribution.
Torero est un documentaire biographique mexicain réalisé par Carlos Velo et sorti en 1956. Il relate la vie du célèbre torero Luis Procuna.
En juillet 1994, le film est inclus dans la liste établie par la revue Somos des 100 meilleurs films mexicains de tous les temps.

## Synopsis
Luis Procuna est un grand matador mexicain. Il souhaite se retirer et vivre en toute quiétude auprès de son épouse. Mais le public exige qu'il remonte sur l'arène... Sur le chemin le menant au combat, le torero se souvient des instants passés et confie sa hantise de la mort.

## Fiche technique
- Titre original : Torero
- Réalisation : Carlos Velo
- Scénario : Hugo Butler (sous le nom de Hugo Mozo), Carlos Velo
- Photographie : Ramón Muñoz, Noir et blanc
- Musique : Rodolfo Halffter
- Son : Gonzalo Gavira
- Montage : Miguel Campos, Luis Sobreyra
- Production : Manuel Barbachano Ponce, Columbia Pictures Corp.
- Pays de production :  Mexique
- Langue : Espagnol
- Durée : 75 minutes
- Dates de sortie : 
  - Italie : septembre 1956 (Festival de Venise)
  - Mexique : 9 mai 1957 (Mexico)

## Distribution
Luis Procuna, Consuelo de Procuna, les toreros Manuel Rodriguez (Manolete), Carlos Arruza, Manuel Dos Santos interprètent leurs propres rôles.

## Récompenses
Le film fut proposé pour l'Oscar du meilleur film documentaire en 1958 et reçut la mention spéciale du Jury à la Mostra de Venise 1956.

## Commentaire
Carlos Velo n'affectionnait guère la corrida qui lui paraissait être « une preuve de retard culturel et social ». Il consacra, néanmoins, plusieurs dimanches à filmer de tels spectacles. Ceci, afin de préparer ce documentaire envisagé, dès 1952, en collaboration avec le producteur Manuel Barbachano Ponce. C'est en assistant à une démonstration de Luis Procuna que le réalisateur espagnol comprit alors « l'émotion suscitée par le spectacle torero. »
« L'excellent scénario permit d'entrer dans l'intimité du torero, de lui arracher des confidences émouvantes et de tisser une trame d'un dramatisme plus proche du film de fiction que du documentaire. » Les critiques parlèrent, à propos du film, de cinéma vérité. André Bazin écrivit alors : « Torero renouvelle les perspectives du réalisme cinématographique. »